# Christian Cabal
Pour les articles homonymes, voir Cabal.
Christian Cabal, né le 27 septembre 1943 à Hermelinghen (Pas-de-Calais) et mort le 25 mars 2008 à La Talaudière (Loire), est un homme politique français, membre de l'UMP.

## Biographie

### Vie professionnelle
Christian Cabal était professeur en médecine, spécialiste en pneumologie, ancien interne des hôpitaux de Paris, et de l’Hôpital central de Boston. Il a été doyen de la faculté de médecine de Saint-Étienne.

### Carrière politique
Il a été député de 1986 à 2007 dans la 2e circonscription de la Loire.
Il s'est impliqué dans le domaine spatial depuis le milieu des années 1980, d’abord comme spécialiste sur les questions de médecine spatiale, et à partir des années 1990 en tant que parlementaire, membre de l'Office parlementaire d'évaluation des choix scientifiques et technologiques.
Président du Groupe parlementaire pour l'espace (GPE), il effectue en 2006 un audit complet du spatial dans le monde, dans le cadre de son rapport « Politique spatiale : l'audace ou le déclin », avec Henri Revol.
Autres sujets auxquels il s'est intéressé :
- Les systèmes d'identification des personnes[2].

Franc-maçon, il a été membre du Grand Orient de France.
Le 17 juin 2007, il n'obtient pas le 6e mandat de suite espéré. En effet, malgré un premier tour qui lui offre près de 10 % d'avance, il est finalement battu par son adversaire socialiste, Jean-Louis Gagnaire qui obtient 53,99 % au second tour.